# 카피 컨트롤

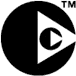
카피 컨트롤 로고

카피 컨트롤(Copy Control)은 2001년부터 2006년까지 여러 지역(유럽, 캐나다, 미국, 오스트레일리아)의 EMI 그룹과 소니 BMG에 의해 발매된 여러 디지털 오디오 디스크에 사용된 복사 방지 시스템의 이름이다. 1989년 Microcosm이 선보인 카피컨트롤(CopyControl) 컴퓨터 소프트웨어 복사 보호 시스템과는 구별한다.

## CD 엑스트라의 콘텐츠
CDS-100 또는 CDS-200
플레이어와 미디어 파일 데이터베이스이다.(윈도우 미디어의 오디오 콘텐츠 사본) 플레이어는 미디어 파일 데이터베이스의 오디오 콘텐츠만 플레이한다.
CDS-300
플레이어와 복사 방지 프로그램 전용으로 구성된다. 플레이어는 오디오 트랙을 읽이 위해 복사 방지 프로그램을 무시할 수 있다.

## 같이 보기
- 복사 방지
- 소니 BMG 루트킷 사건